# Al-Qasim ibn Rabi'a ibn Umayya ibn Abi's al-Thaqafi
Al-Qàssim ibn Rabia ibn Umayya ath-Thaqafí fou el tercer cap militar àrab a Àrmènia. Va dirigir l'expedició del 643 quan els àrabs van entrar al país en tres columnes: una que va entrar a Baspracània i es va apoderar de diverses viles i castells fins a Dastakert (Naxçıvan); la segona es va dirigir a l'oest cap a Muix al districte del Taron (suposadament dependent del governador romà d'Orient de Teodosiòpolis d'Armènia); i la tercera va avançar en direcció a l'Ararat a través del Kogovit fins a la fortalesa d'Ardzaph. Aquesta fortalesa fou presa després de descobrir una entrada no vigilada per la que van accedir de nit (10 d'agost del 643). Ocupada la fortalesa els defensors foren massacrats i els àrabs van començar a maltractar a les dones i població civil, però en aquell moment va arribar Teodor Reixtuní amb 600 homes ben armats, els va sorprendre i va matar tres mil musulmans, alliberant els captius; la resta d'invasors va fugir. Les altres dues columnes van recollir boti i captius i es van retirar cap a Síria sense ser atacats. L'any següent no consta cap expedició. El 645/646 va arribar la primera de Habib ibn Màslama.